# Litslena kyrka
Litslena kyrka är församlingskyrka i Villberga församling i Uppsala stift. Kyrkan ligger vid en rondell på Riksväg 55 där landsvägen mellan Stockholm och Enköping, gamla E18, möter Uppsalavägen (Riksväg 55 norrut).

## Kyrkobyggnaden
Litslena kyrka är en salkyrka som består av ett rektangulärt långhus med rakt avslutat kor i öster. Vid nordöstra sidan finns en vidbyggd sakristia och vid sydvästra sidan ett vapenhus. Långhus och kor har ett gemensamt sadeltak. Ytterväggarna är vitputsade. Kyrkorummets innertak har fyra stjärnvalv där det östligaste finns i koret.
Ursprungliga kyrkan av gråsten uppfördes troligen på 1100-talet och invigdes till Johannes Döparens ära. Murar från den romanska 1100-talskyrkan finns i långhusets nordvästra hörn.

### Medeltida tillbyggnader
Omkring år 1300 utvidgades kyrkan åt öster och söder, då det romanska koret ersattes av ett fullbrett, rakt avslutat kor. Samtidigt byggdes sakristian till. Långhusets innertak försågs med tegelvalv under 1400-talets första hälft. Valvens datering grundar sig på kalkmålningarna, som har daterats till 1400-talets tredje fjärdedel. Vapenhuset uppfördes på 1400-talet och försågs med stjärnvalv som senare störtade in. Sakristians innertak fick ett kryssvalv med helstensribbor.
Ett kyrktorn byggdes till redan under medeltiden och försågs med en spetsig hög tornspira.

### Senare ombyggnader
Omkring år 1690 rasade kyrktornet. 1691 togs en kollekt upp inom ärkestiftet för att återuppbygga tornet. Ett nytt torn uppfördes men vräktes omkull vid en stark storm 1741. Rester av tornet finns ännu kvar som ruin vid kyrkans västra vägg.
På 1700-talet fick kyrkorummet en läktare och 1779 tillkom första orgeln som hade 14 stämmor.
1880 drabbades kyrkan av en våldsam brand då yttertaket brändes av och vapenhusets valv rasade samman. Övriga valv stod emot hettan. Därefter genomfördes en grundlig restaurering då vapenhuset fick ett nytt innertak av trä. Kyrkan fick ett nytt yttertak täckt med falsad plåt. Innan taket lades på höjdes långhusets väggar med en halvmeter. Långhusets nya yttertak blev därmed flackare än tidigare tak. Pingstdagen 1882 återinvigdes kyrkan.

### Ombyggnader på 1900-talet och 2000-talet
1930 installerades elektrisk uppvärmning och elektrisk fläkt. 1936 försågs ljuskronorna med elektrisk belysning.
Kalkmålningarna, som överkalkats vid en restaurering 1838, togs fram 1948. Målningarna har ovanligt väl bibehållna färger.
Nuvarande interiör härrör dock från 1951 års åtgärder. Exteriören restaurerades 1979 - 1980. År 2009 ersattes takplåten från 1880 med ny.

## Inventarier
- Äldsta inventarium är dopfunten i uppsvensk sandsten från 1100-talet.
- Altarskåpet är ett Mariaskåp tillverkat omkring 1480 i Lübeck. I mitten av skåpet avbildas Jungfru Maria med Jesusbarnet omgivna av musicerande änglar.
- Ett triumfkrucifix från 1400-talets mitt hänger i triumfbågen.
- Ett annat triumfkrucifix från slutet av 1400-talet förvarades länge i klockstapeln men finns numera i Historiska museet.
- Predikstolen tillverkades av snickaren Magnus Granlund och kom till kyrkan 1763.

### Orgel
- Före 1652 byggde Lars Ersson, Enköping, ett positiv med 5 stämmor.
- 1779 byggde Nils Söderström, Nora, en orgel med 14 stämmor. Den renoverades 1841 av Pehr Gullbergson, Lillkyrka.
- 1882 byggde E A Setterquist & Son, Örebro, en orgel med 9 1/2 stämmor, en manual och pedal. 1948 byggdes den om till 17 stämmor och två manualer av Åkerman & Lunds Nya Orgelfabriks AB, Sundbybergs stad. Orgeln är pneumatisk med rooseveltlådor och har ett tonomfång på 56/30. Den har två fria och två fasta kombinationer och registersvällare. Fasaden är från 1882.

| Huvudverk I        | Svällverk II      | Pedal              | Koppel   |
| Principal 8'       | Salicional 8´     | Subbas 16´         | I/P      |
| Borduna 8'         | Rörflöjt 8'       | Oktavbas 8' (tr I) | II/P     |
| Oktava 4'          | Principal 4'      | Borduna 8'         | II/I     |
| Oktava 2'          | Flöjt 4'          | Koralbas 4' (tr I) | I 4'/II  |
| Mixtur III-IV 1/3' | Nasard 2 2/3'     |                    | II 16'/I |
| Krumhorn 8' (1973) | Waldflöjt 2'      |                    | II 4'/P  |
|                    | Ters 1 3/5'       |                    |          |
|                    | Tremulant         |                    |          |
|                    | Crescendosvällare |                    |          |

## Bildgalleri

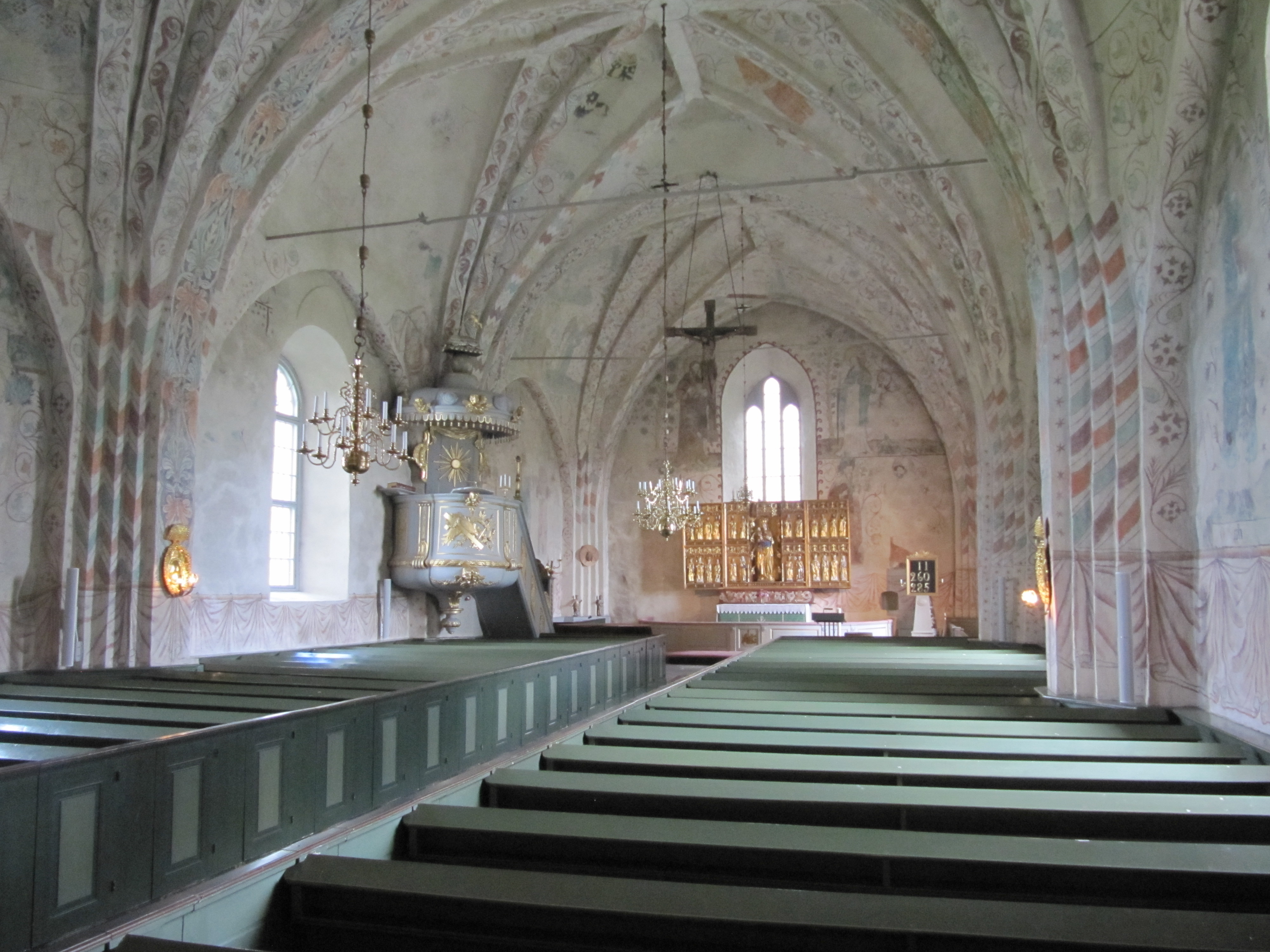
Kyrkorummet mot öster
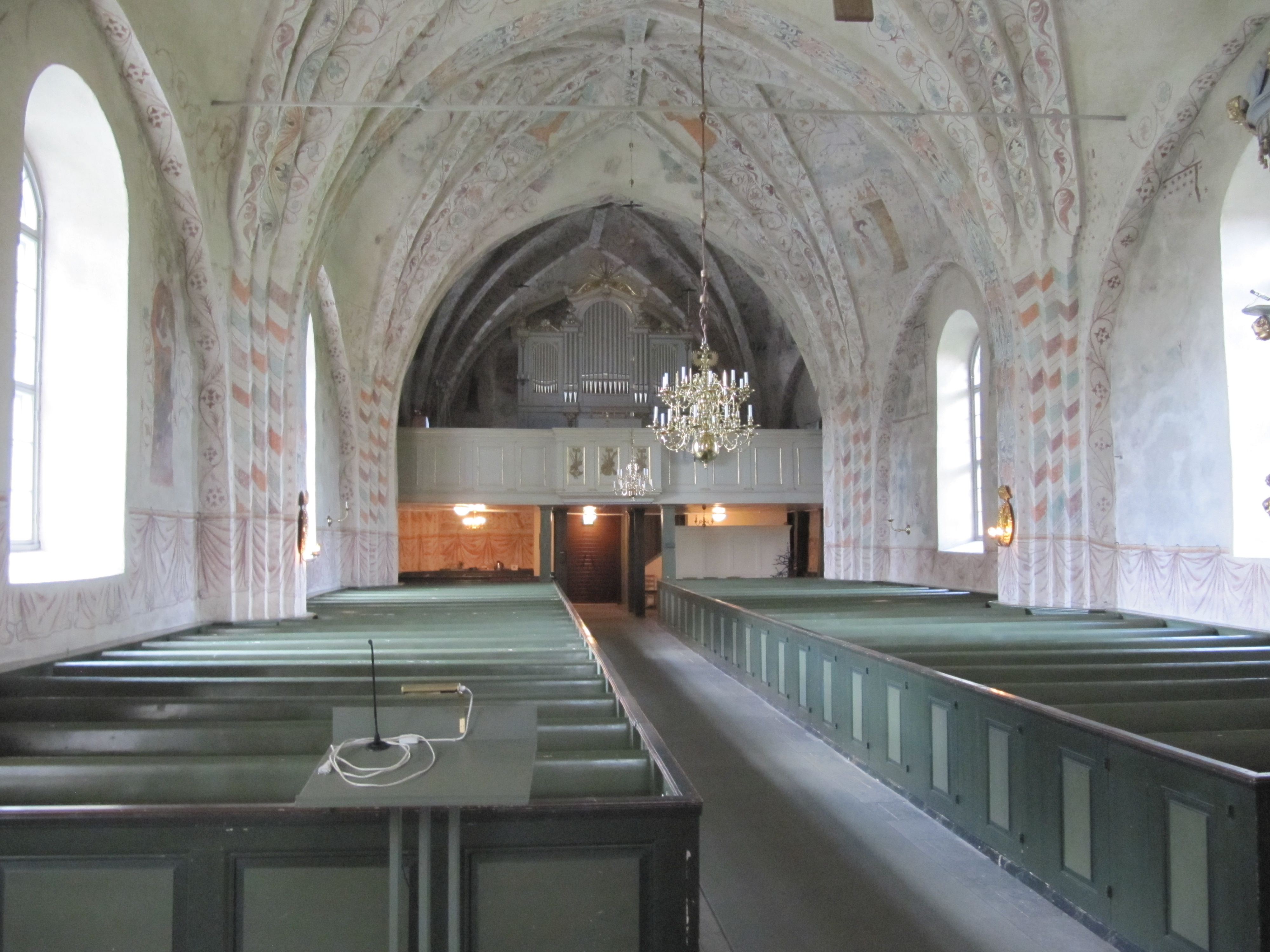
Interiör mot orgelläktaren
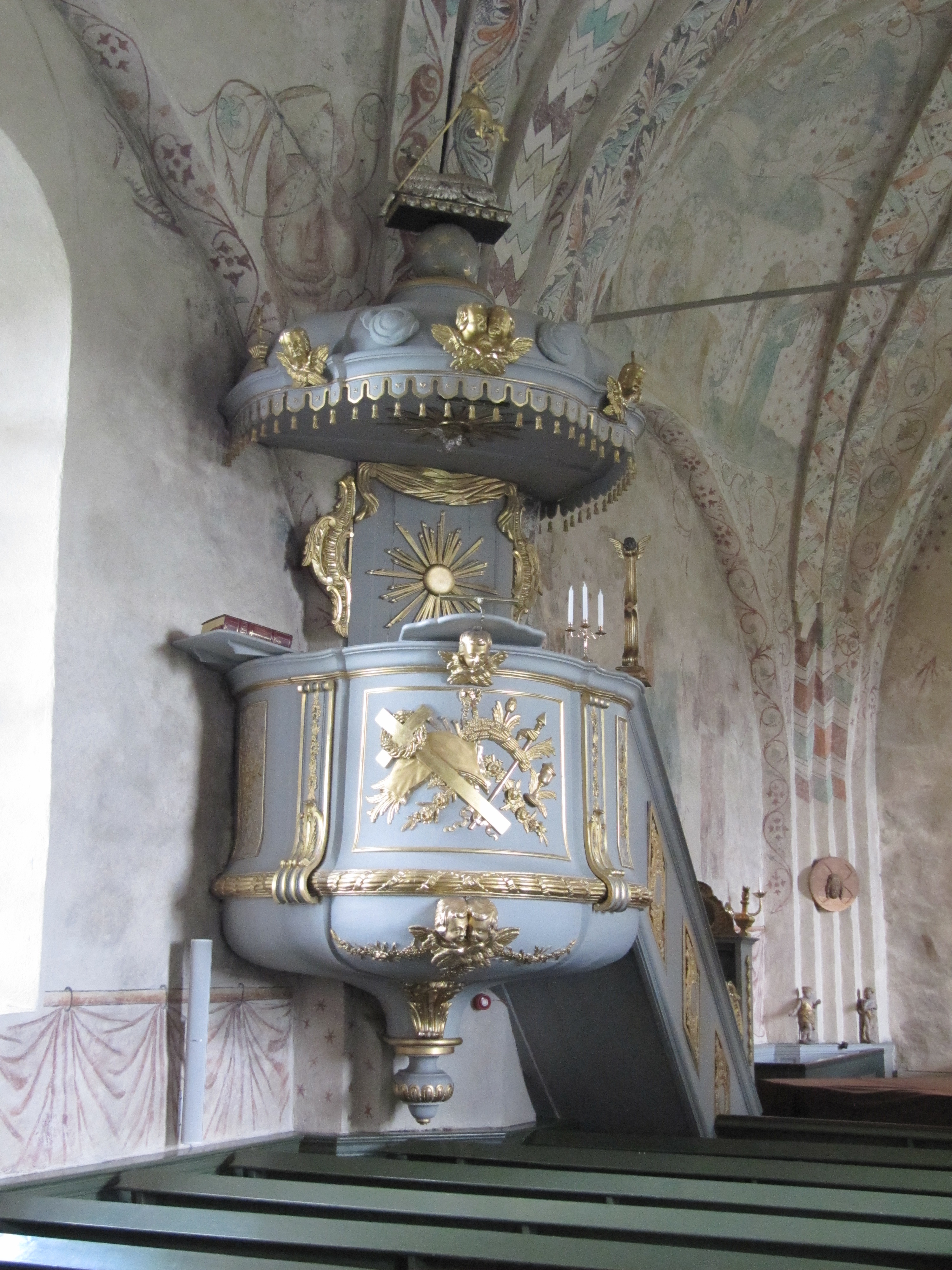
Predikstolen
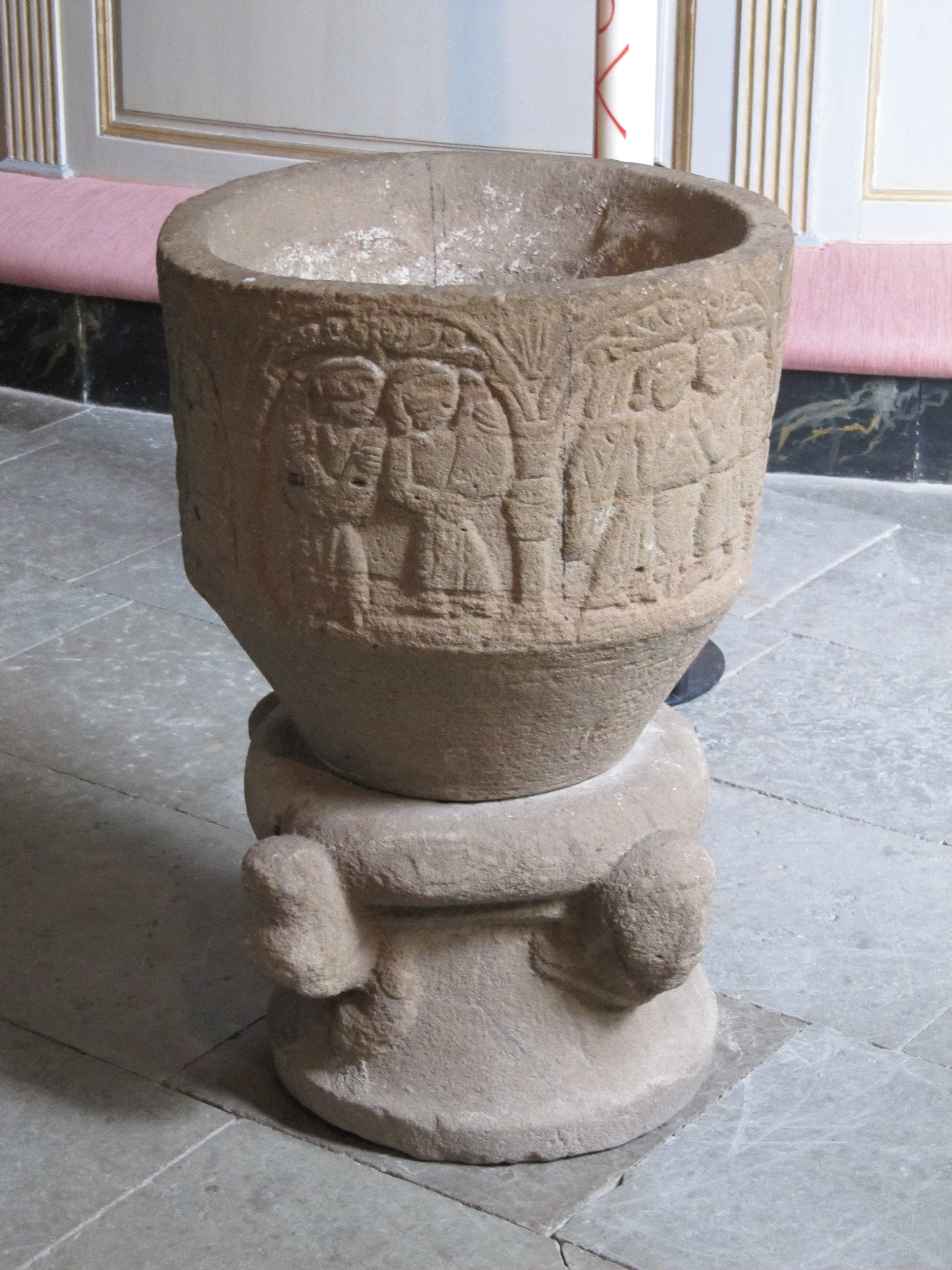
Dopfunten
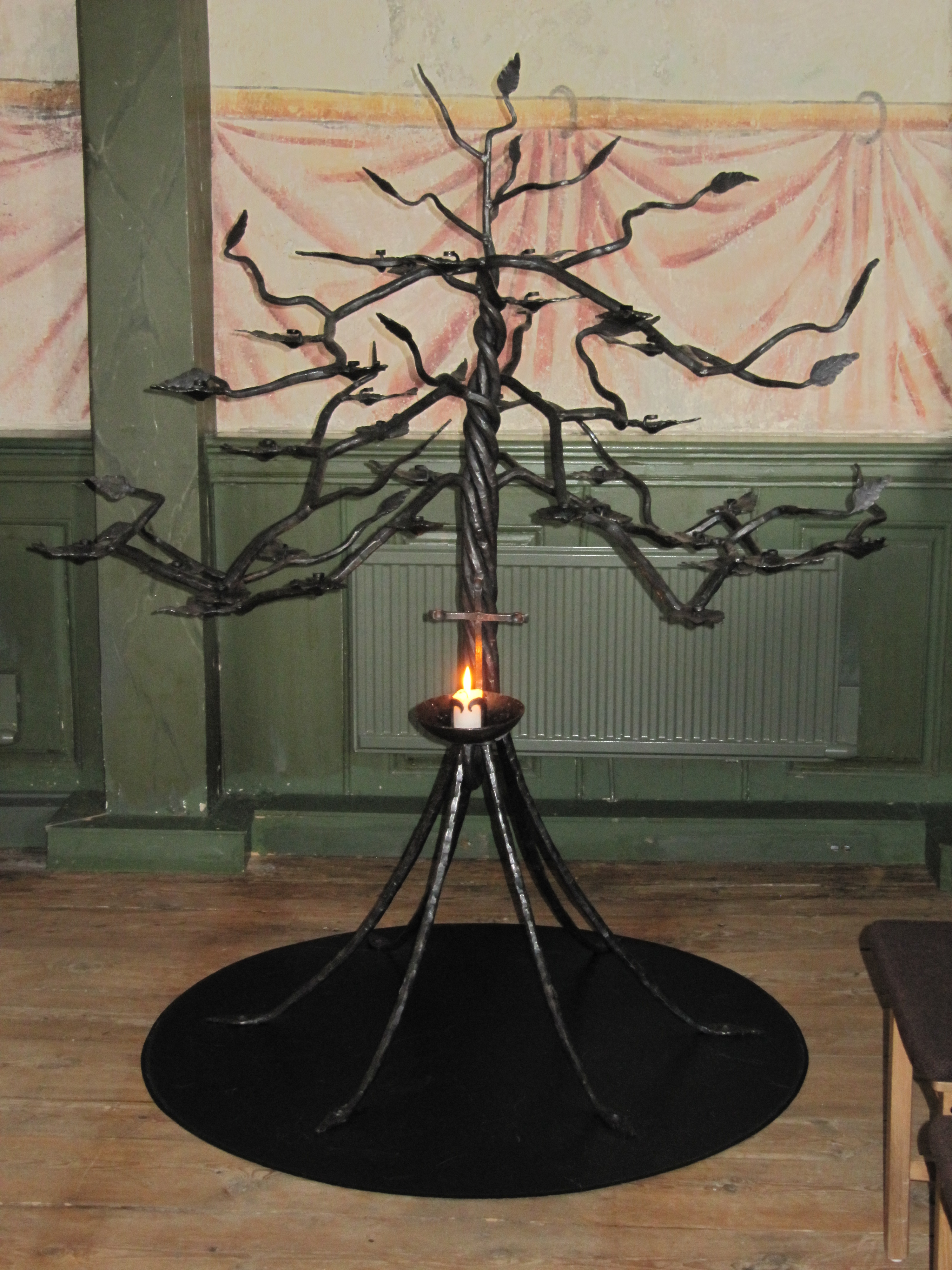
Ljusträd

## Omgivning
- Kyrkogårdens västra stiglucka uppfördes på medeltiden och byggdes om på 1700-talet. Östra stigluckan uppfördes på 1600-talet.
- På en kulle cirka hundra meter öster om kyrkan står klockstapeln som uppfördes 1773 för att ersätta kyrktornet som blåste ned 1741. Från början stod klockstapeln nordöst om kyrkan, men flyttades senare till sin nuvarande plats. I stapeln hänger två kyrkklockor. Storklockan bär årtalet 1701 och verkar ha klarat sig när kyrktornet rasade. Lillklockan, som tidigare bar årtalet 1527, verkar ha skadats eftersom den göts om 1745.
- Väster om kyrkan, på andra sidan av vägen ligger Litslena Prästgård. Den nuvarande Prästgårdsbyggnaden uppfördes 1904, och är i privat ägo. Det gamla jordbruket som tillhörde prästgården ägs fortfarande av Svenska Kyrkan

### Webbkällor
- anläggningspresentation
- ”Litslena kyrka”. upplandia.se. Arkiverad från originalet den 18 april 2013. https://archive.is/20130418122458/http://www.upplandia.se/Litslena_Kyrka.htm. Läst 21 juni 2011.
- Villberga pastorat
- Ingmar Kilström: Litslena kyrkas restaurering Tidskriften Fornvännen 1950
- Litslena kyrka, Antikvarisk kontrollrapport, 2010:05, Upplandsmuseet